# كاتي لي (مغنية)
كاتي لي (بالإنجليزية: Katie Lee)‏ هي عالمة بيئة ومغنية أمريكية، ولدت في 23 أكتوبر 1919 في ألدو في الولايات المتحدة، وتوفيت في 1 نوفمبر 2017 في جيروم في الولايات المتحدة.

## وصلات خارجية
- كاتي لي على موقع ميوزك برينز (الإنجليزية)